# Isidoro
Isidoro  è un nome proprio di persona italiano maschile.

## Varianti
- Maschili: Isodoro[3]
  - Ipocoristici: Sidoro[3]
- Femminili: Isidora[1][3][4]
  - Ipocoristici: Isa, Dora

### Varianti in altre lingue
- Asturiano: Sidoro[5], Sidro[5]
- Basco: Isidor[5], Isidro[5]
- Catalano: Isidor[5], Isidre[5]
- Francese: Isidore[2][6]
- Galiziano: Isidro[5], Cidre[5]
- Georgiano: ისიდორე (Isidore)[2]
- Greco antico: Ἰσίδωρος (Isídōros)[1][2][3][6][7]
  - Femminili: Ἰσιδώρα (Isidora)[4]
- Inglese: Isidore[2][7], Isadore[2], Isador[2]
  - Ipocoristici: Izzy[2], Issy[2]
  - Femminili: Isadora[4][7], Isidora[4][7]
- Latino: Isidorus[2][6]
- Macedone: Исидор (Isidor)
  - Femminili: Исидора (Isidora)
- Polacco: Izydor[2]
- Portoghese: Isidoro[2]
  - Femminili: Isidora[4], Isadora[4]
- Russo: Исидор (Isidor)[2]
- Serbo: Исидор (Isidor)
  - Femminili: Исидора (Isidora)[4]
- Sloveno: Izidor[2]
- Spagnolo: Isidoro[2][7], Isidro[2][5][7], Ysidro[7]
  - Femminili: Isidora[4], Isidra[4]
- Tedesco: Isidor[2][7]
- Ungherese: Izidor
  - Femminili: Izidóra[2]

## Origine e diffusione
Deriva dal nome greco Ἰσίδωρος (Isídōros) che, composto dal nome Ισις (Isis) e dal termine δῶρον (dôron, "dono"), significa "dono di Iside"; si tratta quindi di un tipico nome teoforico greco analogo a Eliodoro, Teodoro, Diodoro e Apollodoro, ma riferito invece alla dea egizia Iside.
Il culto di Iside si estese dall'Egitto alla Grecia e poi all'Impero Romano, dove il nome divenne molto comune; nonostante il significato di stampo chiaramente pagano, il suo uso continuò anche dopo che il cristianesimo divenne religione di Stato, e il culto di diversi santi così chiamati ne assicurò la sopravvivenza negli ambienti cristiani, specie in Spagna.
In Italia, negli anni settanta, si contavano circa tredicimila occorrenze del nome (più altre millecinquecento del femminile); è un nome più frequente nel Meridione, con un quinto dei casi accentrato in Sicilia e anche parte di quelli del Nord dovuti a immigrazione interna; anche la forma tronca Sidoro è tipica del Sud Italia estremo.
Nei paesi anglofoni è in uso dal XVII secolo, ma il suo uso è rimasto confinato quasi solo alle comunità ebraiche, dove era usato come una forma "americanizzata" di nomi come Isaac, Israel e Isaiah.

## Onomastico

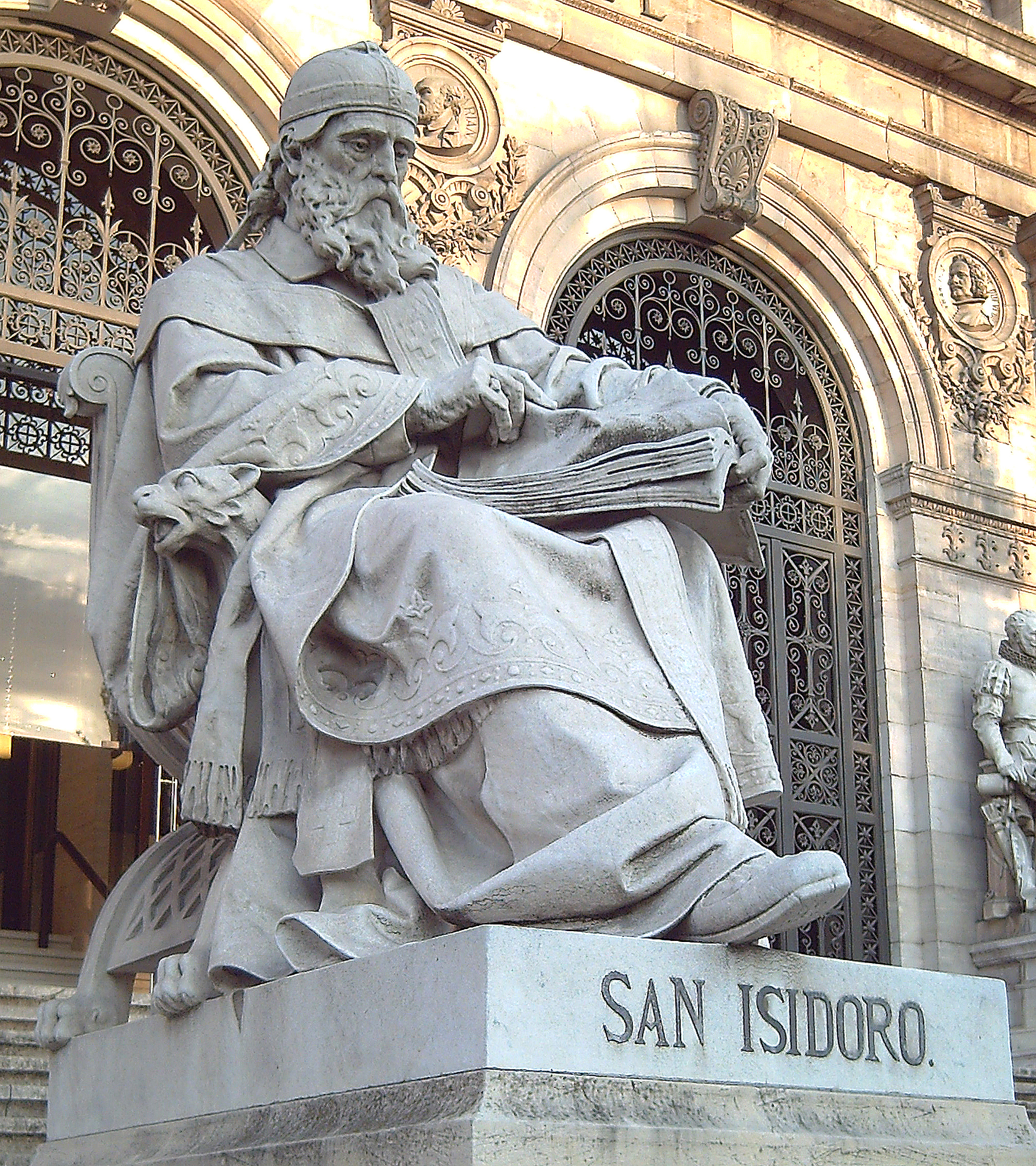
Statua di sant'Isidoro di Siviglia a Madrid, realizzata da José Alcoverro

L'onomastico viene generalmente festeggiato il 4 aprile in ricordo di sant'Isidoro di Siviglia, vescovo e Dottore della Chiesa, santo patrono dei computer e di Internet. Si ricordano con questo nome anche, alle date seguenti:
- 2 gennaio, sant'Isidoro, vescovo di Antiochia o Saragozza, martire[1][9]
- 2 gennaio, sant'Isidoro, vescovo di Nitria in Egitto[9]
- 15 gennaio, sant'Isidoro, sacerdote ed eremita a Scete in Egitto[9]
- 4 febbraio, sant'Isidoro di Pelusio, abate e teologo[1][8][9]
- 17 aprile, santa Isidora, martire con la sorella Neofita a Lentini[8][10]
- 17 aprile, sant'Isidoro, martire con i santi Elia e Paolo a Cordova[1][8][9]
- 1º maggio e 10 maggio, santa Isidora di Tabenna, Isidora d'Egitto, monaca ed eremita, "Stolta in Cristo"[8][10]
- 14 maggio, sant'Isidoro di Chio, martire sotto Decio, patrono dei marinai[8][9]
- 14 maggio, sant'Isidoro di Rostov o Isidoro Tverdislov, "Stolto in Cristo"[8]
- 15 maggio, sant'Isidoro l'Agricoltore, detto anche Agricola o Lavoratore, contadino spagnolo[5][8][9]
- 6 luglio, sant'Isidoro, martire con altri compagni in Campania sotto Diocleziano[9]
- 4 agosto, sant'Isidoro, martire, le cui reliquie erano conservate nella cattedrale di Besançon fino alla rivoluzione francese[9]
- 17 ottobre, sant'Isidoro Gagelin, sacerdote e martire in Vietnam[8]
- 14 dicembre, sant'Isidoro, martire con Erone, Arsenio e Dioscoro ad Alessandria d'Egitto sotto Decio[1][8][9]

Si ricordano inoltre alcuni beati:
- 24 maggio, beato Isidore Ngei Ko Lat, catechista nella diocesi di Loikaw, martire a Shadaw nel Kayah[9]
- 15 agosto, beato Isidore Bakanja, martire a Ikili (Repubblica Democratica del Congo)[8][9]
- 2 ottobre, beato Isidoro Bover Oliver, sacerdote e martire a Castellón de la Plana[8]
- 6 ottobre, beato Isidoro di San Giuseppe, passionista[8][9]
- 9 dicembre, beata Isidora Izquierdo García, suora, una dei martiri della guerra civile spagnola, uccisa a Paterna[10]

## Persone

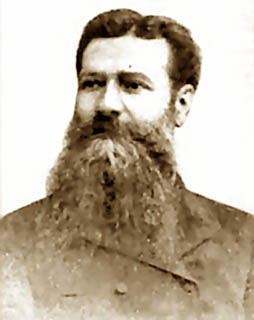
Isidoro Falchi

- Isidoro di Kiev, vescovo cattolico bizantino
- Isidoro di Siviglia, teologo, scrittore e arcivescovo spagnolo
- Isidoro Affaitati, architetto e ingegnere italiano
- Isidoro Artico, calciatore italiano
- Isidoro Bianchi, pittore, ingegnere e stuccatore italiano
- Isidoro Carini, religioso, docente, storiografo e paleografo italiano
- Isidoro Del Lungo, storico, scrittore, poeta e critico letterario italiano
- Isidoro Falchi, archeologo e medico italiano
- Isidoro La Lumia, storico e politico italiano

### Variante Isidore
- Isidore Dagnan, pittore francese
- Isidore Pils, pittore francese

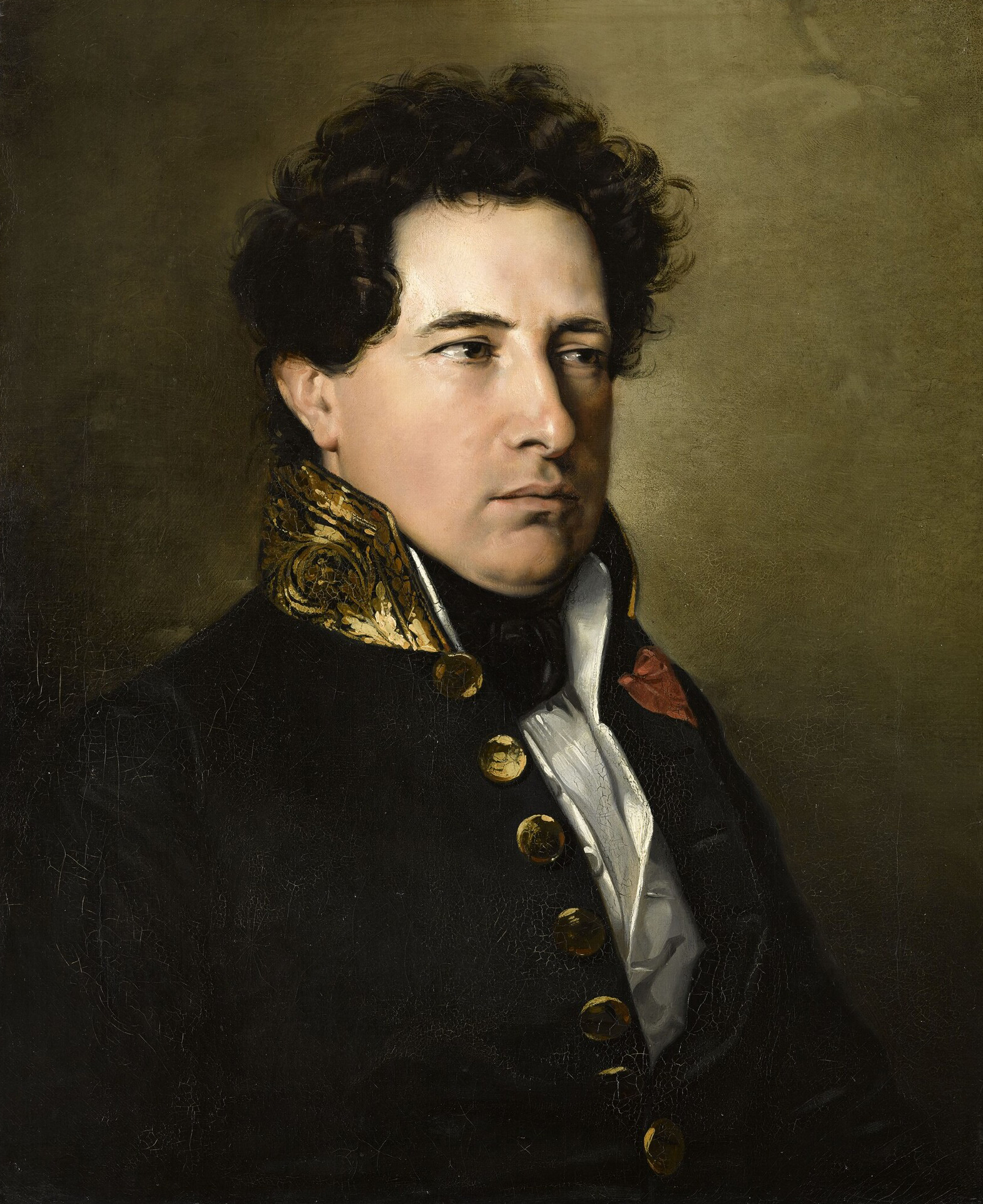
Isidore Taylor

- Isidore Ramishvili, politico georgiano
- Isidore Singer, editore ed enciclopedista austriaco naturalizzato statunitense
- Isidore Taylor, drammaturgo, artista e filantropo francese
- Isidore Verheyden, pittore belga

### Variante Isidor
- Isidor Fisch, imprenditore tedesco

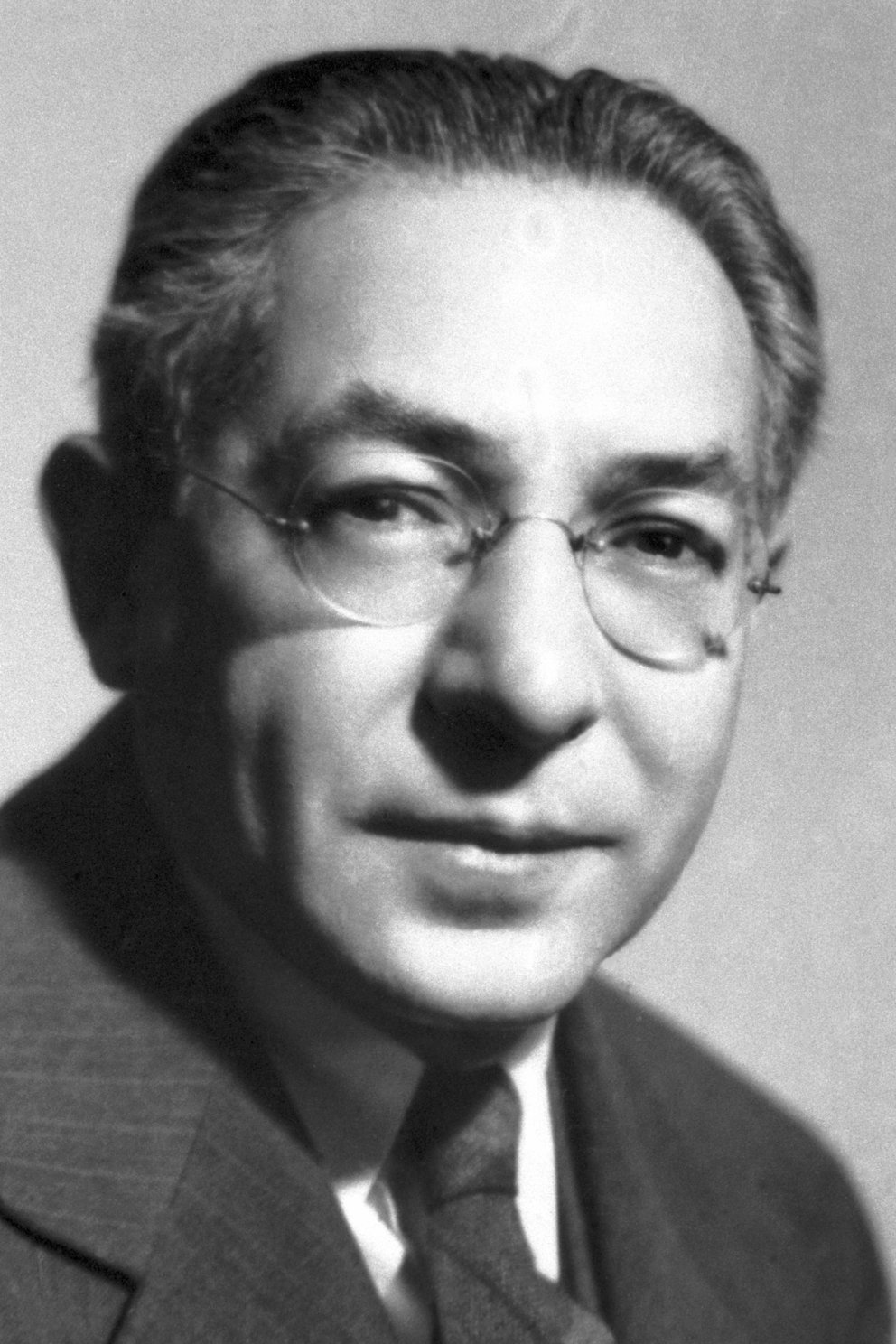
Isidor Isaac Rabi

- Isidor Gunsberg, scacchista ungherese naturalizzato inglese
- Isidor Isaac Rabi, fisico statunitense
- Isidor Rosenthal, fisiologo tedesco
- Isidor Straus, imprenditore e politico tedesco naturalizzato statunitense

### Variante Isidro

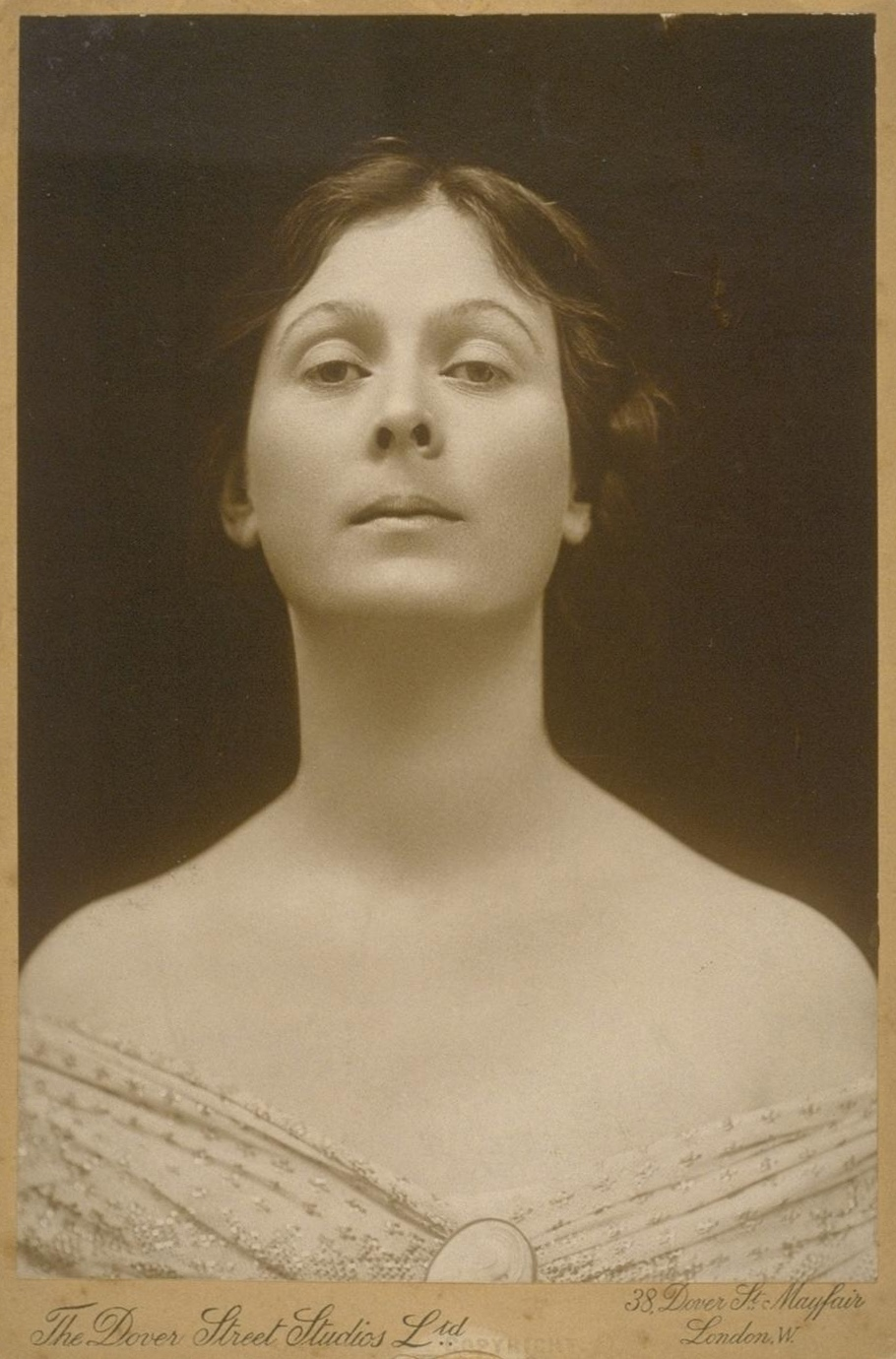
Isadora Duncan

- Isidro Fabela, scrittore, giornalista, storico, linguista, studioso, diplomatico e accademico messicano
- Isidro Lángara, calciatore e allenatore di calcio spagnolo
- Isidro Nozal, ciclista su strada spagnolo
- Isidro Sánchez García-Figueras, calciatore spagnolo

### Altre varianti maschili
- Izidor Kršnjavi, pittore, storico dell'arte, politico, traduttore, poeta e scrittore croato
- Izydor Lotto, violinista e docente polacco
- Izidor Predan, giornalista, scrittore e poeta italiano
- Isadore Singer, matematico statunitense

### Varianti femminili
- Isadora Duncan, danzatrice statunitense
- Isidora Jiménez, velocista cilena
- Isidora Sekulić, scrittrice serba

## Il nome nelle arti
- Isidoro è un personaggio dei fumetti e dei cartoni animati creato da George Gately (apparso spesso in Italia su Topolino e sul Corriere dei Piccoli).
- Isidoro è un personaggio della serie Berserk.
- Isadora Pantano è un personaggio della serie di romanzi Una serie di sfortunati eventi, scritta da Lemony Snicket.